# Корпъс Кристи
Корпъс Кристи (на английски: Corpus Christi; от латински, „Тяло Христово“) е град в Тексас, Съединени американски щати, административен център на окръг Нюейсъс. Разположен е на брега на Мексиканския залив. Населението му е около 326 586 души (2019).

## Известни личности
Родени в Корпъс Кристи
- Ева Лонгория (р. 1975), актриса
- Нина Мерцедес (р. 1977), порнографска актриса
- Фара Фосет (1947-2009), актриса
- Марк Гелер (р.1949), физиолог

Починали в Корпъс Кристи
- Селена (1971-1995), певица